# トルクメン・ソビエト社会主義共和国の国旗
トルクメン・ソビエト社会主義共和国の国旗は、憲法上は1926年10月に最初に制定され、その後幾度かのデザイン変更を経て、1974年制定のものがソビエト連邦の崩壊を経て1992年まで使用された。

## 変遷
1925年に最初のトルクメン社会主義ソビエト共和国憲法が起草されるに当たって、その国旗として提案されたデザインは、金の鎌と槌と金の縁取りを持つ赤い五芒星、そしてトルクメン絨毯の4つのグルを表示した赤い矩形というものだった。しかし、議論の過程でこのデザイン案は却下された。

1925年に提案された国旗デザイン

翌1926年10月6日、トルクメン共和国ソビエト中央執行委員会で承認され、1927年5月13日から20日にかけて開催された第2回トルクメン共和国ソビエト大会でも承認された憲法の第83条には、国旗についてこうある。

1926年10月6日から1937年3月2日までの国旗

しかしながら、1926年3月10日の中央執行委および人民委員会議決議が「トルクメンSSRの国旗掲揚手続きについて」であったように、1926年10月に憲法で国旗が定められる以前にも、トルクメン共和国国旗が存在したことは確実である。そのデザインは中央執行委メンバーの記章と同様に、赤旗に «TYRK. S.Ş.Ç» と表示し、さらに1929年10月1日にトルクメン語アルファベットがアラビア文字からラテン文字へ切り替えられる以前は、国旗の表示もアラビア文字で行われていたと考えられる。
1937年3月2日の第6回トルクメン共和国臨時ソビエト大会で採択された新憲法の第122条では、国旗については次のように定められた。

1937年3月2日から1940年7月19日までの国旗

1940年7月19日には、トルクメン共和国最高会議幹部会令によって国旗の文字をキリル文字表記の «ТССР» とすることが定められた。

1940年7月19日から1953年8月1日までの国旗

1953年8月1日に決議されたトルクメン共和国最高会議幹部会令「トルクメン・ソビエト社会主義共和国の国旗に関する規則」により、国旗には次のような変更が加えられた。
次いで1956年5月16日、最高会議幹部会は国旗に関する細則を承認した。

1953年8月1日から1974年9月23日までの国旗

しかし、1974年9月23日の最高会議幹部会令により、鎌と槌の収まる正方形の辺長は旗の高さの4分の1から6分の1へ、星と鎌と槌の垂直軸から旗竿までの距離は4分の1から10分の1へと縮小する変更が加えられた。この変更は、鎌と槌の下端（旗の高さの 1/10+1/16+1/4=33/80）が青い帯（旗の高さの3分の1）に食い込んでしまうという数学的事情によると考えられる。
その後、1990年8月22日のトルクメン共和国主権宣言と翌1991年10月27日のトルクメニスタン独立宣言を経て、1992年2月19日に新たなトルクメニスタンの国旗が制定されるまで、1974年の旗は国旗として使用され続けた。